# José Rodríguez La Orden
José Rodríguez La Orden (Sevilla, 1855-Sevilla, 1927) fue un escritor y periodista español.

## Biografía
Nació en 1855 en Sevilla. Redactor de El Baluarte de Sevilla (1889-1903), también fue colaborador de El Popular de Málaga (1903). Cultivó igualmente la literatura dramática. Falleció en 1927.